# Histoire de la génétique et de la biologie moléculaire
La génétique classique, dite mendélienne, est apparue comme une science de l'hérédité. Elle a apporté des réponses sur la ressemblance géniteur-descendance. Cette science a mis en avant le concept de gène (un gène n'existe pas, c'est un concept ; dans la nature il n'y a que des molécules), ceci en utilisant la méthode de base de la génétique : le croisement.
Cette technique n'est possible que chez les espèces possédant une sexualité et nécessitant des individus de phénotype différent. Cette méthode a été mise en place au début du XXe siècle par Gregor Mendel grâce à ses célèbres expériences sur les petits pois.
- Puis les scientifiques se sont intéressés à la distribution des gènes à l'échelle d'une population entière : c'est la génétique des populations.

- La découverte que les gènes sont localisés sur les chromosomes voit la naissance de la cytologie. Cette avancée a permis de comprendre quel était le lien entre la division cellulaire et le transfert de caractères au fil des générations.

- L'apparition de la cytogénétique (étude des chromosomes) a permis notamment dans l'espèce humaine le dépistage d'anomalies chez l'embryon par exemple. Ces avancées datent des années 1930.

- Puis les études de génétique s'orientent vers des interactions avec une discipline naissante, la biochimie. Les chercheurs ont compris que la fonction physiologique des gènes avait quelque chose à voir avec la fabrication des enzymes.

- Dans les années 1940 on considère qu'un gène code une protéine (enzyme). Il a été démontré qu'un gène avait pour support matériel les acides nucléiques. Cette découverte a entraîné l'étude physique et chimique de cette molécule. On a pu ainsi déterminer la structure de l'ADN en double hélice en 1953. Cette découverte a permis de comprendre en quoi consiste un gène et comment il pouvait être dupliqué pour fournir une copie exacte lors de la division cellulaire.

La génétique est devenue une discipline qui s'intéresse aux mécanismes moléculaires de la transmission des caractères, c’est-à-dire la génétique moléculaire.
Le XXIe siècle aura vu apparaître la possibilité de séquencer des génomes entiers, avec par exemple les génomes des espèces modèles Saccharomyces cerevisiae en 1996, Escherichia coli en 1997 et Arabidopsis thaliana en 2000. Cette avancée technologique permet des études à l'échelle de tous les gènes d'une espèce. Quand l'échelle est changée la science change de nom : on parle actuellement de génomique.
La génomique introduit de nouveaux problèmes à résoudre :
le flux d'information contenue dans l'ADN est utilisé par la cellule pour fabriquer ses protéines. En termes génétiques, le génome d'un individu constitue son génotype. Cet individu va avoir une certaine apparence (phénotype). Chacun d'entre-nous développe plusieurs phénotypes : embryon-jeune-adulte-vieillard. C'est vrai aussi à l'échelle cellulaire : une cellule musculaire a le même génotype qu'un neurone, c’est-à-dire que pour un même génotype on développe plusieurs phénotypes. Le problème est de savoir comment le système est régulé de telle sorte que cette information transférée aux protéines va donner un certain phénotype bien défini.
Comment est régulée l'expression des gènes de manière à donner un phénotype non aléatoire ?
Pour répondre à ces questions les chercheurs disposent des techniques et méthodes de la génétique afin de répondre aux contrôles de l'expression des gènes chez les eucaryotes.